# Saison 12 de Famille d'accueil
Chronologie
Saison 11 Saison 13
Cet article présente les épisodes de la douzième saison de la série télévisée française Famille d'accueil (2001-2016).

## Distribution

### Acteurs principaux
- Virginie Lemoine : Marion Ferrière
- Christian Charmetant : Daniel Ferrière
- Lucie Barret : Charlotte Ferrière
- Samantha Rénier : Juliette Ferrière
- Smaïl Mekki : Khaled Bouchdal
- Doriane Louisy Louis-Joseph : Louise Ferrière
- Antoine Ferey : Tim Ferrière
- Emma Colberti : Céline Vallier, maire de Thésac et petite amie de Juliette Ferrière
- Jean-Claude de Goros  : Georges, père de Marion

### Acteurs récurrents
- Marie Grange : Danuta
- Benjamin Tholozan : Tancrède, petit ami de Charlotte Ferrière
- Axelle Abbadie : Madame Vallier, mère de Céline Vallier
- Andréa Ferréol : Monique, remplaçante de Khaled

## Épisodes

### Épisode 1:Lolita
- France : 7 janvier 2014 sur France 3

- France : 3 649 00 téléspectateurs (13,6 % % de part de marché)

### Épisode 2:Cœur à prendre
- France : 7 janvier 2014 sur France 3

- France : 3 366 000 téléspectateurs (13,4 % de part de marché)

### Épisode 3:La Griffe du léopard
- France : 7 janvier 2014 sur France 3

- France : 3 366 000 téléspectateurs (13,4 % de part de marché)

### Épisode 4:Adeline et Diane
- France : 14 janvier 2014 sur France 3

- France : 3 464 000 téléspectateurs (12,7 % de part de marché)

### Épisode 5:L'erreur est humaine
- France : 14 janvier 2014 sur France 3

- France : 3 323 000 téléspectateurs (12,7 % de part de marché)

### Épisode 6:La Journée de la robe
- France : 14 janvier 2014 sur France 3

- France : 3 323 000 téléspectateurs (12,7 % de part de marché)

### Épisode 7:Mon petit fauteuil
- France : 21 janvier 2014 sur France 3

- France : 3 198 000 téléspectateurs (11,5 % de part de marché)

### Épisode 8:Quitte ou Double
- France : 21 janvier 2014 sur France 3

- France : 3 012 000 téléspectateurs (11,5 % de part de marché)

### Épisode 9:Amour interdit
- France : 28 janvier 2014 sur France 3

- France : 3 232 000 téléspectateurs (11,7 % de part de marché)

- Hubert Benhamdine (Benjamin)
- Manuel Severi (Gabriel)
- Axelle Abadie (Madame Vallier) et Julie Quehen (Joséphine)

### Épisode 10:Sur le fil
- France : 28 janvier 2014 sur France 3

- France : 3 000 000 téléspectateurs (12 %  de part de marché)

### Épisode 11:Hypersensible
- France : 4 février 2014 sur France 3

- France : 3 901 000 téléspectateurs (14,5 % de part de marché)

### Épisode 12:Fils de…
- France : 4 février 2014 sur France 3

- France : 3 901 000 téléspectateurs (14,5 % de part de marché)

Marion Ferrière accueille Martin, fils d'un couple dont le père est accusé de meurtre. Martin est violent. Pour redevenir pacifique, il devra connaître la vérité sur ce meurtre.
Juliette et Céline fêtent leur 1 an de Pacs.